# Legile Jim Crow
Legile Jim Crow au fost legi la nivel local și de stat introduse în Sudul Statelor Unite la sfârșitul secolului al XIX-lea și începutul secolului al XX-lea, care impuneau segregarea rasială⁠(d), „Jim Crow” fiind un termen peiorativ pentru afro-americani. Astfel de legi au rămas în vigoare până în 1965. Politici oficiale și neoficiale de segregare au fost prezente și în alte zone ale Statelor Unite, chiar și în vremea când unele state din afara Sudului interziseseră discriminarea în locurile publice și la vot. Legile din Sud au fost adoptate de legislative statale dominate de albi (Redeemers⁠(d)) pentru a-i priva de drepturi și pentru a înlătura câștigurile politice și economice obținute de afro-americani în timpul Epocii de Reconstrucție. O astfel de segregare rasială continuă a fost susținută și de mișcarea Lily-white⁠(d).
În practică, legile Jim Crow au impus segregarea rasială în toate unitățile publice din statele fostelor State Confederate ale Americii și în unele altele, începând cu anii 1870. Legi Jim Crow au fost declarate constituționale în 1896 în cazul Plessy v. Ferguson⁠(d), în care Curtea Supremă a expus doctrina juridică „separate, dar egale⁠(d)” în ce privește facilitățile pentru afro-americani. Mai mult, învățământul public era în esență segregat încă de la înființarea sa în cea mai mare parte a Sudului, după Războiul Civil din 1861–1865. Alte legi i-au exclus pe aproape toți afro-americanii de la dreptul la vot în Sud și i-au privat de orice guvern reprezentativ.
Deși, în teorie, doctrina segregației „egale” guverna facilitățile și transportul public, facilitățile pentru afro-americani erau întotdeauna inferioare și subfinanțate în comparație cu cele pentru americanii albi; uneori, nu existau deloc facilități pentru comunitatea negrilor. Departe de egalitate, ca regim legal, Jim Crow a instituționalizat dezavantajele economice, educaționale, politice și sociale, și cetățenia de rangul al doilea pentru majoritatea afro-americanilor care trăiau în Statele Unite. După înființarea Asociației Naționale pentru Propășirea Oamenilor de Culoare⁠(d) (NAACP) în 1909, aceasta s-a implicat într-un protest public susținut și în campanii împotriva legilor Jim Crow și a așa-numitei doctrine „separate, dar egale”.
În 1954, segregarea școlilor publice (sponsorizate de stat) a fost declarată neconstituțională de către Curtea Supremă a SUA în cazul de referință Brown v. Board of Education of Topeka⁠(d). În unele state, a fost nevoie de mulți ani pentru a pune în aplicare această decizie, în timp ce Curtea Warren⁠(d) a continuat să se pronunțe împotriva regimului Jim Crow în alte cazuri, cum ar fi Heart of Atlanta Motel, Inc. v. Statelor Unite⁠(d) (1964). În general, restul legilor Jim Crow au fost anulate prin Legea Drepturilor Civile din 1964 și Legea Dreptului la Vot din 1965.

## Etimologie
Cea mai veche utilizare cunoscută a expresiei „lege Jim Crow” datează din 1884, într-un articol de ziar care rezumă dezbaterile din Congres. Termenul apare în 1892 în titlul unui articol din New York Times despre faptul că Louisiana impunea vagoane de cale ferată segregate rasial. Originea expresiei „Jim Crow” a fost adesea pusă pe seama lui „Jump Jim Crow⁠(d)”, o caricatură a negrilor în cântec și dans, interpretată de actorul alb Thomas D. Rice⁠(d) în blackface, pentru prima dată în 1828. Ca urmare a faimei lui Rice, Jim Crow devenise până în 1838 o expresie peiorativă care însemna „negru”. Când legislativele din Sud au adoptat legi de segregare rasială îndreptate împotriva afro-americanilor la sfârșitul secolului al XIX-lea, aceste legi au devenit cunoscute sub numele de legi Jim Crow.

## Origini
În ianuarie 1865, un amendament la Constituție care abolea sclavia în Statele Unite a fost propus de Congres și ratificat de state ca al treisprezecelea amendament la 18 decembrie 1865.

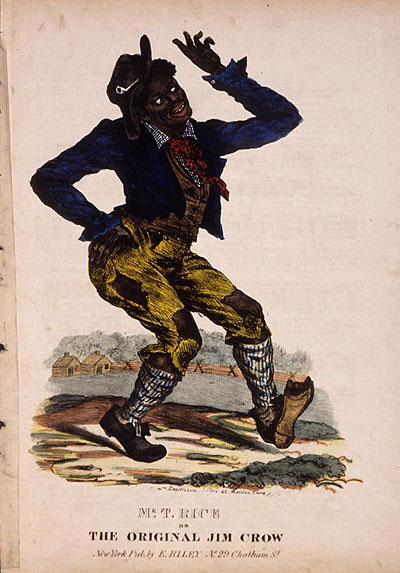
Coperta uneia din primele ediții a partiturii „” (c. 1832)

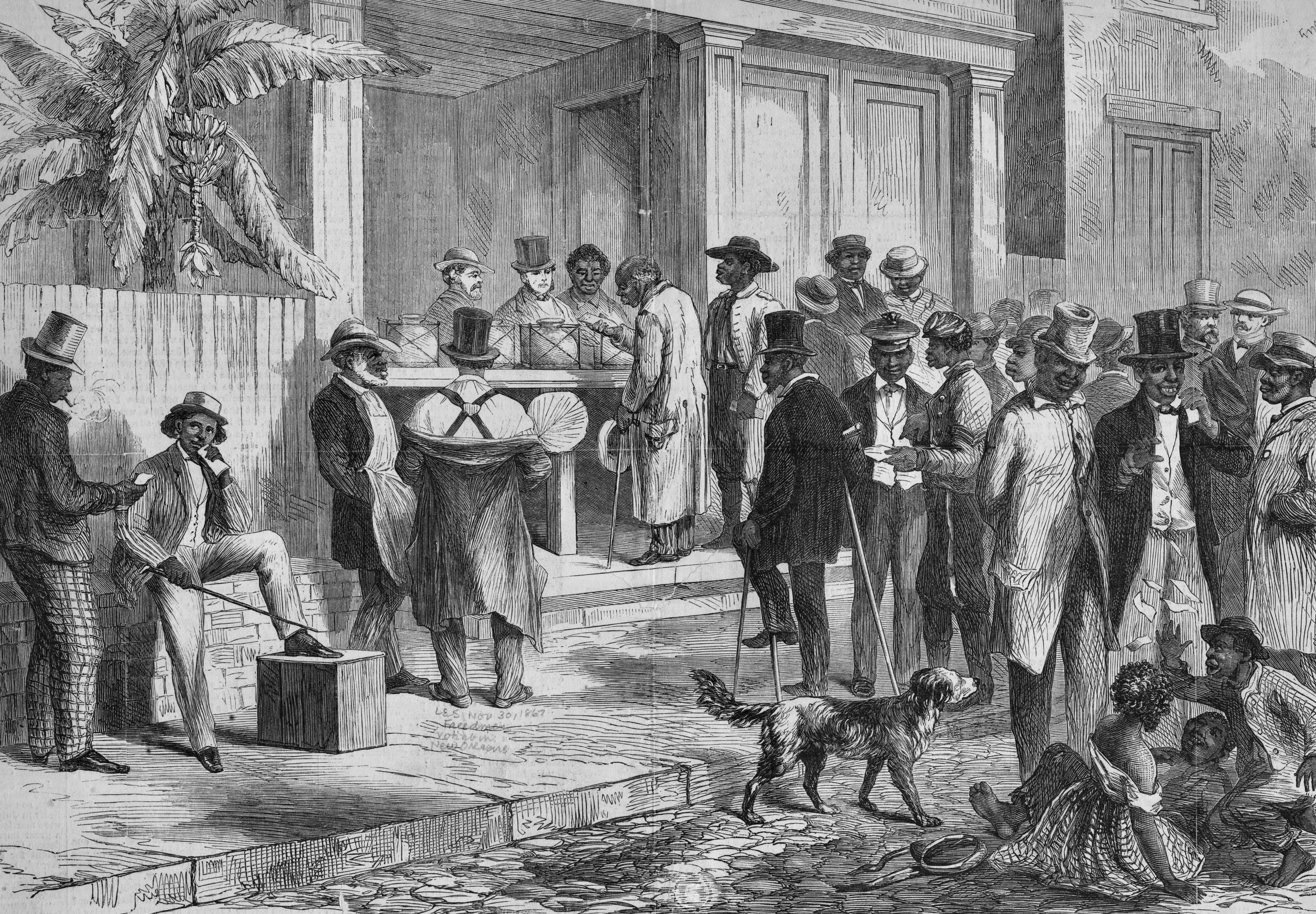
Sclavi eliberați care votează în New Orleans, 1867

În perioada Reconstrucției, 1865–1877, s-au adoptat legi federale care protejau drepturilor civile ale sclavilor eliberați din Sudul SUA — atât afro-americani care erau foști sclavi, cât și minoritatea negrilor care fuseseră liberi și înainte de război. În anii 1870, democrații au recâștigat treptat puterea în legislativele Sudului, pe măsură ce grupurile paramilitare insurgente violente, cum ar fi Ku Klux Klan, Liga Albilor⁠(d) și Cămășile Roșii, au perturbat din ce în ce mai mult organizarea republicanilor, au alungat funcționarii republicani din orașe și i-au linșat pe alegătorii negri ca tactică de intimidare pentru a suprima votul negrilor. S-a recurs și la fraudă electorală pe scară largă. Într-un caz, o lovitură de stat sau o insurecție pe coasta Carolinei de Nord⁠(d) a dus la îndepărtarea violentă a oficialilor executivi și reprezentativi ai Partidului Republican aleși în mod democratic, care au fost fie vânați, fie urmăriți. Alegerile guvernatoriale erau strânse și au fost disputate în Louisiana mulți ani, cu violență tot mai mare împotriva americanilor negri în timpul campaniilor începând din 1868.
Compromisul din 1877⁠(d) făcut pentru a câștiga sprijinul Sudului la alegerile prezidențiale a dus la retragerea ultimelor trupe federale de către guvern. Democrații albi și-au recăpătat puterea politică în fiecare stat din Sud. Aceste guverne sudiste, ale „Redeemerilor⁠(d)” albi, au adoptat legile Jim Crow, segregând oficial populația țării. Legile Jim Crow au fost o manifestare a unei guvernări autoritare îndreptate în mod special împotriva unui grup rasial.
Negri au mai fost încă aleși în funcții locale în anii 1880 în zonele locale cu populație mare de negri, dar votul lor era suprimat la alegerile la nivel de stat și național. Statele au adoptat legi pentru a restricționa înregistrarea alegătorilor și regulile electorale, cu rezultatul că participarea politică a majorității negrilor și a multor albi săraci a început să scadă. Între 1890 și 1910, zece dintre cele unsprezece foste state confederate, începând cu Mississippi, au adoptat noi constituții sau amendamente care efectiv îi privau de drepturi pe majoritatea negrilor și pe câteva zeci de mii de albi săraci printr-o combinație de taxe electorale⁠(d), teste de alfabetizare⁠(d) și de înțelegere, și prin cerințe birocratice. Clauzele de anterioritate au permis temporar unor albi analfabeți să voteze, dar nu le ofereau nicio excepție negrilor.
Prezența la vot a scăzut dramatic în Sud, ca urmare a acestor măsuri. În Louisiana, până în 1900, alegătorii negri au fost redusi la 5.320 de înscriși pe liste, deși aceștia reprezentau majoritatea populației statului. Până în 1910, mai erau înregistrați doar 730 de negri, mai puțin de 0,5% dintre bărbații negri eligibili. În 27 din cele 60 de parohii comune ale statului nu mai era înregistrat niciun alegător de culoare; în alte 9 parohii, era doar unul. În Carolina de Nord, efectul cumulativ a făcut ca alegătorii de culoare să fie eliminați de pe listele electorale în perioada 1896–1904. Accesul negrilor în clasa de mijloc a fost încetinit. În Carolina de Nord și în alte state din Sud, negrii au suferit din cauza faptului că erau invizibili pentru sistemul politic: „Într-un deceniu de privare de drepturi, campania de supremație albă a șters imaginea clasei de mijloc a negrilor din mintea albilor nord-carolinezi.” În Alabama, zeci de mii de albi săraci au fost și ei privați de drepturi, deși inițial legiuitorii le-au promis că nu vor fi afectați negativ de noile restricții.
Cei care nu puteau vota nu erau eligibili să facă parte din jurii și nu puteau candida pentru funcții locale. Ei au dispărut efectiv din viața politică, deoarece nu puteau influența legislativele statului, iar interesele lor erau trecute cu vederea. Deși legislativele din vremea Reconstrucției au înființat școli publice pentru prima dată în majoritatea statelor din Sud, cele pentru copiii negri erau în mod constant subfinanțate în comparație cu școlile pentru copiii albi, chiar și în contextul finanțelor tensionate ale Sudului postbelic, unde prețul în scădere al bumbacului a menținut economia agrariană la un nivel scăzut.
Ca și școlile, bibliotecile publice pentru negri erau subfinanțate, dacă existau, și erau adesea aprovizionate cu cărți și alte resurse de mâna a doua. Aceste facilități nu au fost introduse pentru afro-americanii din Sud până în primul deceniu al secolului al XX-lea. De-a lungul epocii Jim Crow, bibliotecile erau disponibile doar sporadic. Înainte de secolul al XX-lea, majoritatea bibliotecilor înființate pentru afro-americani erau combinații școală-bibliotecă. În acea perioadă, au fost finanțate multe biblioteci publice deschise atât clienților albi cât și celor negri, ca urmare al activismului clasei de mijloc, sprijinit de granturi din partea Fundației Carnegie⁠(d).
În unele cazuri, măsuri menite să reducă frauda electorală, cum ar fi Legea celor Opt Urne din Carolina de Sud, au fost deturnate împotriva alegătorilor care erau analfabeți (predominant negri), deoarece ei nu puteau urma instrucțiunile complicate. În timp ce separarea afro-americanilor de populația generală albă devenea legalizată și oficializată în timpul Epocii Progresiste⁠(d) (1890–1920), ea devenea ceva obișnuit. Chiar și în cazurile în care legile Jim Crow nu interziceau în mod expres negrilor să participe la sporturi sau activități de recreere, practica era segregată din obișnuință.
În contextul Jim Crow, alegerile prezidențiale din 1912⁠(d) au fost puternic deturnate împotriva intereselor afro-americanilor. Majoritatea americanilor negri locuiau încă în Sud, unde fuseseră efectiv privați de dreptul de vot, așa că nu puteau vota deloc. În timp ce taxele de vot și cerințele de alfabetizare interziceau multor oameni săraci sau analfabeți să voteze, aceste prevederi aveau adesea lacune care îi scuteau pe albii săraci sau analfabeți de la a se conforma cerințelor. În Oklahoma, de exemplu, oricine avusese drept de vot înainte de 1866, sau era urmaș al cuiva care avusese drept de vot înainte de 1866 (un fel de „clauză de anterioritate”), era scutit de cerința de alfabetizare; dar singurii bărbați care aveau acest drept înainte de 1866 erau albi. Albii au fost scutiți efectiv de testarea de alfabetizare, în timp ce negrii au fost în mod efectiv singurii obligați să se conformeze restricțiilor legii.
Woodrow Wilson era, la data alegerii ca președinte, democrat din New Jersey, dar se născuse și crescuse în Sud. El a fost astfel primul președinte originar din Sud din perioada de după Războiul Civil. El a numit sudiști în cabinet. Unii dintre ei au început rapid să facă presiuni pentru segregarea locurilor de muncă, deși orașul Washington, DC și birourile federale fuseseră integrate după Războiul Civil. În 1913, secretarul Trezoreriei⁠(d) William Gibbs McAdoo⁠(d) – numit în funcție de președinte – a fost auzit exprimându-și părerea despre femeile albe și negre care lucrează împreună într-un birou guvernamental: „sunt sigur că asta trebuie să contravină tuturor principiilor femeilor albe. Există vreun motiv pentru care femeile albe nu ar trebui să lucreze doar alături de femei albe la mașini?”
Administrația Wilson a introdus segregarea în birourile federale, în ciuda multor proteste din partea liderilor afro-americani și a grupurilor progresiste albe din Nord și din Midwest. El a numit politicieni segregaționiști din Sud din cauza propriei sale convingeri ferme că segregarea rasială era în interesul cel mai bun al negrilor și al albilor deopotrivă. La Marea Reuniune din 1913⁠(d) de la Gettysburg⁠(d), Wilson s-a adresat mulțimii pe 4 iulie, la semicentenarul discursului în care Abraham Lincoln reiterase ideea Părinților Fondatori cum că „toți oamenii sunt creați egali”:
„Cât de deplină a devenit uniunea și cât de dragă nouă tuturor, cât de incontestabilă, cât de benignă și maiestuoasă, pe măsură ce stat după stat a fost adăugat la această mare familie a noastră de oameni liberi!”
În contrast izbitor cu Wilson, un editorial din Washington Bee⁠(d) se întreba dacă „reuniunea” din 1913 este o reuniune a celor care au luptat pentru „stingerea sclaviei” sau o reuniune a celor care au luptat pentru „perpetuarea sclaviei și care acum folosesc toate artificiile și argumentele cunoscute de înșelăciune” pentru a prezenta emanciparea ca pe un demers eșuat. Istoricul David W. Blight⁠(d) remarca că „Jubileul Păcii” prezidat de Wilson la Gettysburg în 1913 „a fost o reuniune Jim Crow, iar supremația albă s-ar putea spune că a fost maestrul tăcut și invizibil de ceremonii”.
În Texas, mai multe orașe au adoptat legi privind segregarea rezidențială între 1910 și 1920. Restricțiile legale impuneau fântâni și toalete separate. Excluderea afro-americanilor a găsit ecou și în rândul republicanilor din mișcarea minoritară Lily-white⁠(d).

## Evoluția istorică

### Primele încercări de rupere a regimului Jim Crow
Legea Drepturilor Civile din 1875⁠(d), introdusă de Charles Sumner și Benjamin F. Butler⁠(d), prevedea garanția că toată lumea, indiferent de rasă, culoare sau condiție anterioară de servitute, avea dreptul la același tratament în spațiile publice, cum ar fi hanuri, mijloace de transport, teatre și alte locuri de recreere. Această lege a avut în practică un efect redus. O decizie a Curții Supreme din 1883 a decis că legea este neconstituțională în anumite privințe, afirmând că Congresului nu i se acordă control asupra persoanelor sau corporațiilor private. Având în vedere că democrații albi din Sud formau un bloc de vot solid în Congres, din cauza puterii disproporționate conferită de faptul că locurile erau repartizate pe criteriul populației totală din Sud (nu a populației cu drept de vot care era mult mai mică), Congresul nu a adoptat o nouă lege a drepturilor civile până în 1957.

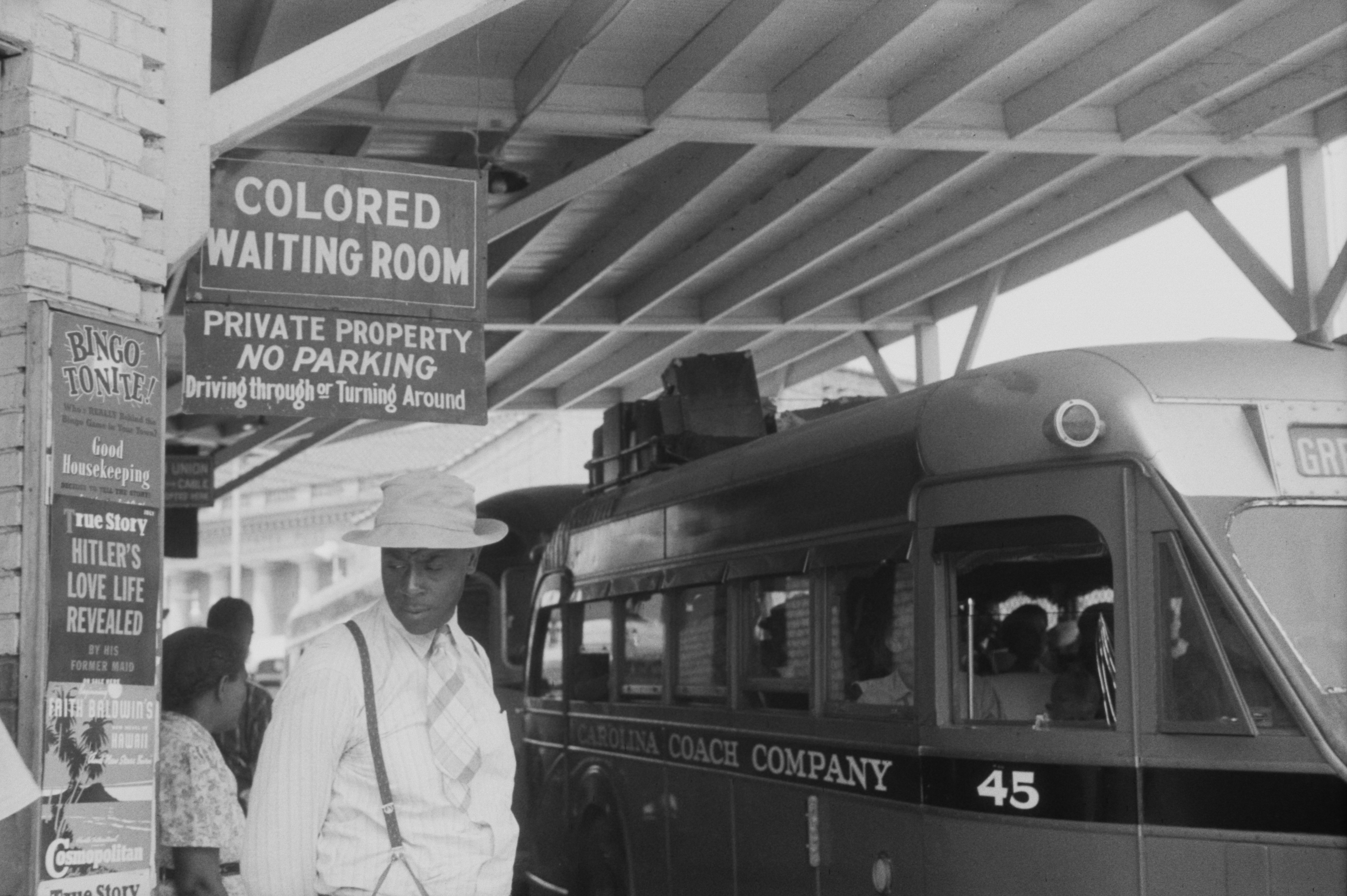
Semn într-o sală de așteptare „de culoare” de la o autogară din Durham, Carolina de Nord, mai 1940

În 1887, pastorul WH Heard⁠(d) a depus o plângere la Comisia de Comerț Interstatal⁠(d) împotriva companiei Georgia Railroad pentru discriminare, invocând furnizarea de vagoane diferite pentru pasagerii albi și cei negri. Compania a cerut să i se dea dreptate pe motiv că oferă transport „separat, dar egal”.
În 1890, Louisiana a adoptat o lege care impunea atribuirea separată de locuri pentru pasagerii negri și albi pe căile ferate. Legea din Louisiana făcea distincția între „alb”, „negru” și „de culoare” (adică oameni de ascendență mixtă europeană și africană). Legea specificase deja că persoanele de culoare nu puteau merge împreună cu albii, dar această restricție nu exista înainte de 1890. Un grup de cetățeni negri, de culoare și albi îngrijorați din New Orleans au format o asociație dedicată abrogării legii. Grupul l-a convins pe Homer Plessy⁠(d) să-l testeze; el era un bărbat de culoare cu ten deschis, dar avea un străbunic „negru”.
În 1892, Plessy a cumpărat din New Orleans un bilet la clasa I pe calea ferată East Louisiana. Odată ce s-a urcat în tren, l-a informat pe conductorul de tren despre descendența sa rasială și s-a așezat în vagonul doar pentru albi. I s-a ordonat să părăsească acel vagon și să stea în schimb în vagonul pentru „pentru persoane de culoare”. Plessy a refuzat și a fost imediat arestat. Comitetul pentru cetățeni din New Orleans a dus acest caz până la Curtea Supremă a Statelor Unite. Ei au pierdut în cazul Plessy v. Ferguson⁠(d) (1896), în care Curtea a decis că facilitățile „separate, dar egale” sunt constituționale. Decizia a contribuit la încă 58 de ani de discriminare legalizată împotriva persoanelor de culoare și negrilor în Statele Unite.
În 1908, Congresul a respins încercarea de a introduce tramvaie segregate în capitală.

### Rasismul în Statele Unite și apărarea regimului Jim Crow

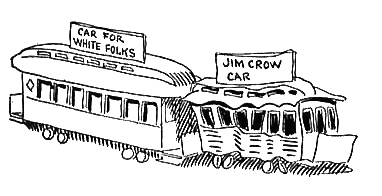
Caricatură din 1904 a vagoanelor pentru „albi” și „Jim Crow” de. Deși în instanțe, apărătorii regimului Jim Crow susțineau că rasele sunt „separate, dar egale”, cei care nu erau albi primeaufacilități și tratament de calitate inferioară.

Sudiștii albi au întâmpinat probleme în a învăța cum să gestioneze piața muncii remunerate după sfârșitul sclaviei și îi detestau pe afro-americanii care reprezentau în ochii lor înfrângerea Confederației în Războiul Civil: „Cum supremația albilor era contestată în tot Sudul, mulți albi au căutat să-și protejeze statutul anterior amenințându-i pe afro-americanii care își exercitau noile drepturi”. Sudiștii albi și-au folosit puterea pentru a segrega legal spațiile și facilitățile publice și pentru a restabili dominația socială asupra negrilor în Sud.
Un pretext pentru excluderea sistematică a afro-americanilor din societatea publică în Sud era propria lor protecție. Un savant de la începutul secolului al XX-lea a sugerat că a permite negrilor să meargă la școlile pentru albi ar însemna „să-i supună în mod constant sentimentelor și opiniilor negative”, ceea ce ar putea duce la „o morbidă conștiință de rasă”. Această perspectivă lua de bun sentimentul împotriva negrilor, deoarece bigotismul era larg răspândit în Sud, promovat de sistemul de caste rasiale creat de instituția sclaviei.
Justificări pentru supremația albilor au fost oferite și de rasismul științific⁠(d) și stereotipurile negative ale afro-americanilor⁠(d). Segregarea socială, de la locuințe la legile împotriva jocurilor de șah interrasiale, a fost justificată ca o modalitate de a împiedica negrii să facă sex cu femei albe și în special stereotipul Black Buck⁠(d).

### Al Doilea Război Mondial și epoca postbelică
În 1944, judecătorul Frank Murphy⁠(d) de la Curtea Supremă a introdus cuvântul „rasism” în lexicul opiniilor Curții Supreme din SUA în Korematsu v. United States⁠(d), 323 US 214 (1944). În opinia sa separată, Murphy afirma că, prin aprobarea relocării forțate a americanilor de origine japoneză⁠(d) în timpul celui de al Doilea Război Mondial, Curtea se scufunda în „abisul urât al rasismului”. Aceasta a fost prima dată când cuvântul „rasism” a fost folosit într-o opinie a Curții Supreme (Murphy a mai folosit-o de două ori într-o opinie concurentă în cazurile Steele v Louisville & Nashville Railway Co⁠(d) 323 192 (1944) consemnată în aceeași zi). Murphy a folosit cuvântul în cinci opinii separate, dar după ce el a părăsit instanța, „rasismul” nu a mai fost folosit într-o opinie timp de două decenii. A reapărut apoi în hotărârea de referință Loving v. Virginia⁠(d), 388 U.S. 1 (1967) .

Segregarea educațională în SUA înainte de Brown. Toate statele din „Sud” sau cu cele mai lungi istorii de sclavie (în roșu) au segregat școlile prin lege la nivel de stat.

Numeroase boicoturi și demonstrații împotriva segregării au avut loc de-a lungul anilor 1930 și 1940. Asociația Națională pentru Propășirea Oamenilor de culoare⁠(d) (NAACP) a fost implicată într-o serie de litigii încă de la începutul secolului al XX-lea, în eforturile de a combate legile care priveau alegătorii negri din Sud. Unele dintre primele demonstrații au obținut rezultate pozitive, întărind activismul politic, mai ales în anii de după cel de al Doilea Război Mondial. Veteranii negrii nu mai aveau răbdare cu opresiunea socială după ce luptaseră pentru Statele Unite și pentru libertate în întreaga lume. În 1947, K. Leroy Irvis⁠(d) de la Liga Urbană din Pittsburgh, de exemplu, a condus o demonstrație împotriva discriminării la locul muncă practicată de magazinele universale din oraș. A fost începutul propriei sale cariere politice influente.
După al Doilea Război Mondial, persoanele de culoare au contestat din ce în ce mai mult segregarea, deoarece considerau că își meritau pe deplin dreptul de a fi tratați ca cetățeni cu drepturi depline în special din cauza serviciului militar și a sacrificiilor lor. Mișcarea pentru drepturile civile⁠(d) a fost stimulată de o serie de momente inflamatoare, inclusiv de agresarea și orbirea de către poliție în 1946 a veteranului celui de al Doilea Război Mondial Isaac Woodard⁠(d), deși era îmbrăcat în uniforma armatei americane. În 1948, președintele Harry S. Truman a emis Ordonanța Executivă 9981, prin care a oprit discriminarea rasială în serviciile armate. În același an, Silas Herbert Hunt⁠(d) s-a înscris la Universitatea Statului Arkansas⁠(d), declanșând efectiv desegregarea educației în Sud.
Pe măsură ce mișcarea pentru drepturile civile a câștigat avânt și a folosit instanțele federale pentru a ataca legile regimului Jim Crow, guvernele dominate de albi din multe dintre statele din Sud au recurs la adoptarea unor forme alternative de rezistență.

## Declinul și înlăturarea
Istoricul William Chafe⁠(d) a explorat tehnicile defensive dezvoltate în cadrul comunității afro-americane pentru a evita cele mai nefavorabile aspecte ale regimului Jim Crow, exprimate în sistemul juridic: puterea economică dezechilibrată, intimidarea și presiunea psihologică. Chafe spune că „socializarea protectoare de către negrii înșiși” a fost creată în interiorul comunității pentru a se conforma sancțiunilor impuse de albi, încurajând în același timp contestarea acestor sancțiuni. Cunoscute sub numele de „mersul pe frânghie”, astfel de eforturi de a aduce schimbări au avut eficiență limitată înainte de anii 1920.
Ele au construit însă fundația pe care generațiile ulterioare au folosit-o pentru a promova egalitatea rasială și desegregarea. Chafe a susținut că locurile esențiale pentru ca schimbarea să înceapă erau instituțiile, în special bisericile negrilor, care funcționau ca centre pentru construire de comunități și pentru discuții despre politică. În plus, unele comunități de negri, cum ar fi Mound Bayou, Mississippi și Ruthville, Virginia, au slujit drept surse de mândrie și inspirație pentru societatea neagră în ansamblu. De-a lungul timpului, respingerea și sfidarea deschisă a legilor opresive existente au crescut, până când au ajuns la punctul de fierbere în activismul agresiv, pe scară largă, al mișcării pentru drepturile civile din anii 1950.

### Brown v. Board of Education

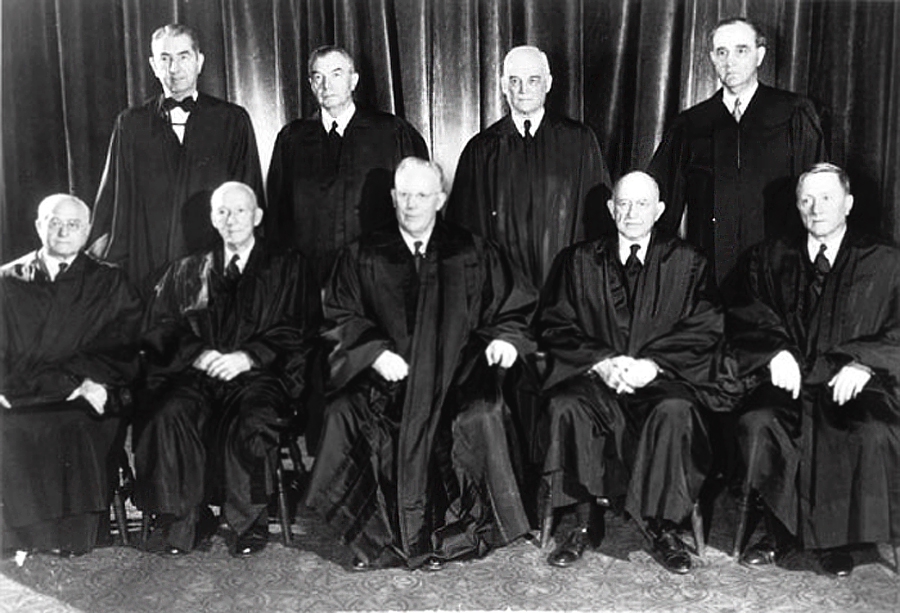
În cazul de referință ' (1954), Curtea Supremă a Statelor Unite sub conducerea președintelui Curții Earl Warren a hotărât în unanimitate că segregarea școlilor publice este neconstituțională.

Comitetul de Apărare Juridică al NAACP (un grup care a devenit independent de NAACP) – și avocatul său, Thurgood Marshall⁠(d) – au introdus cazul de referință Brown v. Board of Education of Topeka⁠(d), 347 U.S. 483 (1954), în fața Curții Supreme a SUA condusă de Earl Warren. În decizia sa de referință din 1954, Curtea Warren a anulat în unanimitate (9–0) decizia Plessy din 1896. Curtea Supremă a constatat că segregarea din școlile publice impusă de lege (de jure) este neconstituțională. Decizia a avut ramificații sociale de mare anvergură.

### Integrarea sportului colegial
Integrarea rasială a echipelor sportive colegiale formate până atunci în totalitate din albi a fost pe agenda Sudului în deceniile anilor 1950 și 1960. Au fost implicate probleme de egalitate, rasism și de cererea absolvenților de a selecționa cei mai buni jucători necesari pentru a câștiga jocuri de mare profil. Conferința Coastei Atlantice⁠(d) (ACC) a celor mai importante universități de stat din sud-est și-a asumat rolul conducător. Mai întâi, au început să programeze echipe integrate din Nord. În final, școlile ACC – de obicei, sub presiunea promotorilor și a grupurilor pentru drepturile civile – și-au integrat ele însele echipele. Cu o bază de absolvenți care a dominat politica, societatea și afacerile la nivel local și statal, școlile ACC au avut succes în efortul lor – așa cum susține Pamela Grundy, au învățat cum să câștige:
Admirația pe scară largă pe care a inspirat-o abilitatea atletică avea să ajute la transformarea terenurilor de sport din terenuri de joc simbolic în forțe pentru schimbarea socială, locuri în care o gamă largă de cetățeni puteau contesta public și uneori efectiv presupunerile care îi consideră nedemni de participarea deplină la societatea americană. Deși succesele atletice nu scăpau societatea de prejudecăți sau stereotipuri — sportivii de culoare continuau să se confrunte cu insulte rasiale... [jucătorii-vedetă minoritari au dat dovadă de] disciplină, inteligență și echilibrul de a lupta pentru poziție sau influență în fiecare arenă a vieții naționale.

### Arena publică
În 1955, Rosa Parks a refuzat să cedeze locul ei într-un autobuz urban unui bărbat alb din Montgomery, Alabama. Nu a fost prima dată când se întâmpla acest lucru – de exemplu, Parks a fost inspirată de Claudette Colvin⁠(d), în vârstă de 15 ani, care făcuse același lucru cu nouă luni mai devreme – dar fapta de nesupunere civilă a lui Parks a fost aleasă simbolic drept catalizator important pentru creșterea mișcării pentru drepturile civile de după 1954⁠(d); activiștii au construit în jurul acestuia boicotul autobuzelor din Montgomery⁠(d), care a durat mai mult de un an și a dus la desegregarea autobuzelor private din oraș. Protestele și acțiunile pentru drepturi civile, împreună cu acțiunile legale, au dus la o serie de decizii legislative și judecătorești care au contribuit la subminarea regimului Jim Crow.

### Sfârșitul segregării legale

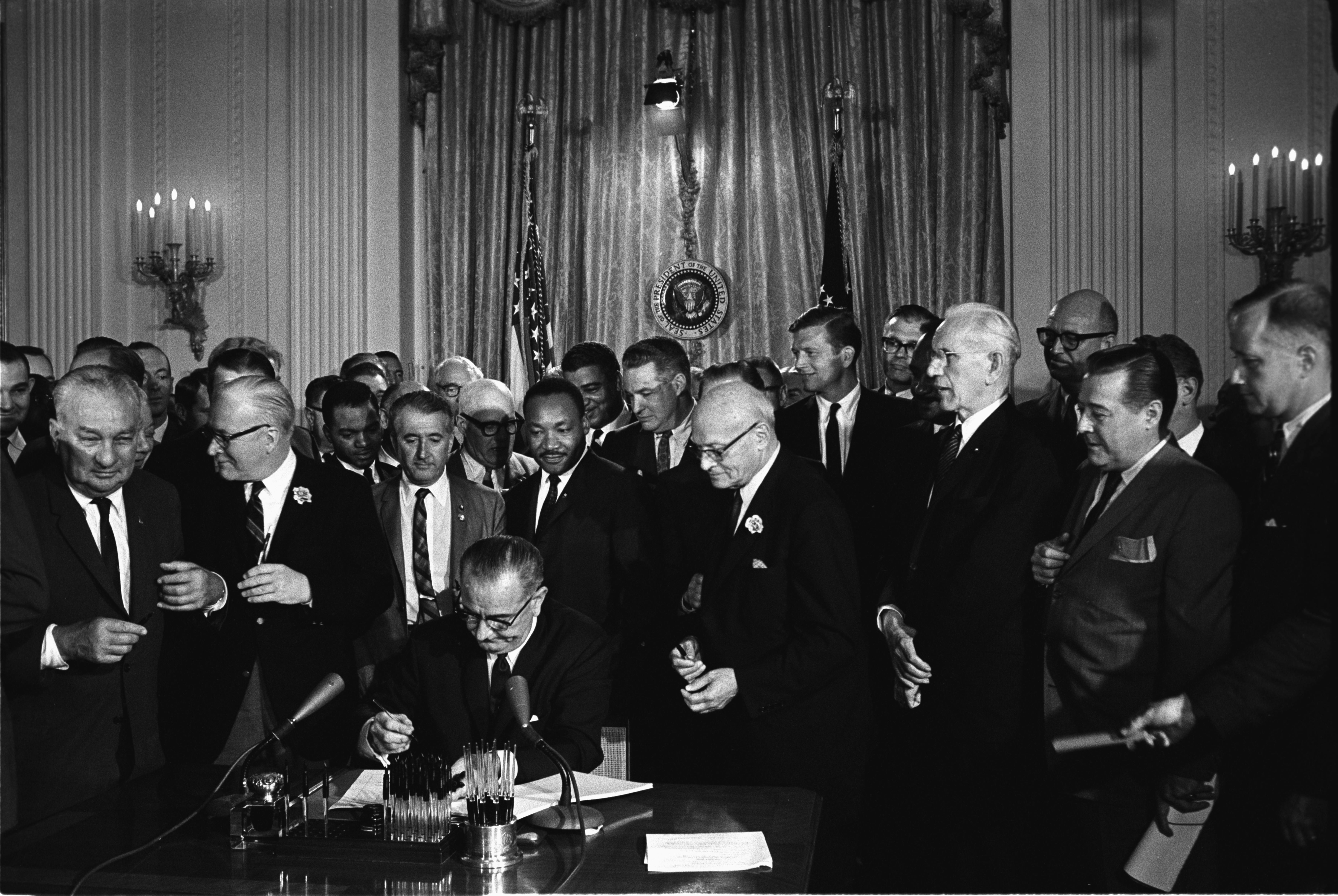
Președintele Johnson semnează Legea Drepturilor Civile din 1964

Acțiunea decisivă care a pus capăt segregării a venit atunci când Congresul, într-o inițiativă bipartizană, a depășit tergiversările reprezentanților Sudului pentru a adopta Legea Drepturilor Civile din 1964 și Legea Dreptului de Vot din 1965. O interacțiune complexă de factori s-a reunit în mod neașteptat în perioada 1954–1965 pentru a face posibile schimbările importante. Curtea Supremă luase prima inițiativă în Brown v. Board of Education⁠(d) (1954), declarând neconstituțională segregarea școlilor publice. Aplicarea ei a fost rapidă în statele de Nord și de graniță, dar a fost frânată deliberat în Sud de mișcarea numită Rezistența Masivă⁠(d), sponsorizată de segregaționiștii rurali care controlau în mare măsură legislativele statale. Liberalii din Sud, care sugerau moderație, au fost acuzați de ambele părți și au avut un impact limitat. Mult mai semnificativă a fost mișcarea pentru drepturile civile, în special Conferința de Leadershipului Creștin din Sud⁠(d) (SCLC) condusă de Martin Luther King Jr. Ea a luat în mare măsură locul vechiului și mult mai moderatului NAACP. King a organizat demonstrații masive, care au captat atenția mass-media într-o epocă în care știrile de televiziune erau un fenomen nou și urmărit universal.
SCLC, studenți activiști și organizații locale mai mici au organizat demonstrații în Sud. Atenția națională s-a concentrat asupra orașului Birmingham, Alabama, unde protestatarii l-au provocat în mod deliberat pe Bull Connor⁠(d) și forțele sale de poliție, folosind tineri adolescenți ca demonstranți – iar Connor a arestat 900 doar într-o singură zi. A doua zi, Connor a folosit bastoane de cauciuc, câini polițiști și furtunuri de apă la înaltă presiune pentru a-i dispersa și pedepsi pe tinerii demonstranți cu o brutalitate care a îngrozit națiunea. Daunele de imagine au fost foarte rele pentru afaceri și pentru imaginea unui Sud urban progresist și modernizat. Președintele John F. Kennedy, care ceruse moderație, a amenințat că va folosi trupele federale pentru a restabili ordinea în Birmingham. Rezultatul de la Birmingham a fost compromisul prin care noul primar a deschis biblioteca, terenurile de golf și alte facilități ale orașului ambelor rase, pe fundalul atacurilor împotriva bisericilor și al asasinatelor.
În vara anului 1963, au avut loc 800 de demonstrații în 200 de orașe mari și mici din Sud, cu peste 100.000 de participanți și 15.000 de arestări. În Alabama, în iunie 1963, guvernatorul George Wallace a escaladat criza sfidând ordinul judecătoresc de a admite primii doi studenți de culoare la Universitatea Statului Alabama⁠(d). Kennedy a răspuns trimițând Congresului un proiect de lege cuprinzător privind drepturile civile și i-a ordonat procurorului general Robert F. Kennedy să deschidă acțiuni judecătorești federale împotriva școlilor segregate și să refuze finanțarea programelor discriminatorii. Martin Luther King a lansat un mare marș asupra Washingtonului în august 1963, aducând 200.000 de demonstranți în fața Memorialului Lincoln, la acea vreme cea mai mare adunare politică din istoria națiunii. Administrația Kennedy a oferit acum un sprijin deplin mișcării pentru drepturile civile, dar puternicii congressmeni din sud au blocat orice legislație.
După ce Kennedy a fost asasinat, președintele Lyndon B. Johnson a cerut adoptarea imediată a legislației Kennedy privind drepturile civile în memoria președintelui martir. Johnson s-a coalizat cu republicanii din Nord, și a obținut adoptarea în Cameră și apoi, cu ajutorul liderului republican al Senatului, Everett Dirksen⁠(d), a reușit trecerea ei și de Senat la începutul anului 1964. Pentru prima dată în istorie, obstrucțiile politicienilor sudiști au fost depășite și Senatul a adoptat în cele din urmă versiunea sa pe 19 iunie cu 73 de voturi la 27.
Legea Drepturilor Civile din 1964 a fost cea mai puternică afirmare a drepturilor egale făcută vreodată de Congres. A garantat accesul la spații publice, cum ar fi restaurante și locuri de distracție, a autorizat Departamentul de Justiție să deschidă procese pentru desegregarea facilităților din școli, a dat noi competențe Comisiei pentru Drepturile Civile⁠(d); și a permis întreruperea fondurilor federale în cazuri de discriminare. În plus, discriminarea rasială, religioasă și de gen a fost interzisă pentru întreprinderile cu 25 sau mai mulți angajați, precum și în complexele de apartamente. Sudul a rezistat până în ultimul moment, dar de îndată ce noua lege a fost promulgată de președintele Johnson pe 2 iulie 1964, ea a fost acceptată pe scară largă în întreaga țară. Opoziție acerbă s-a manifestat doar sporadic, reprezentativ pentru ea fiind proprietarul de restaurant Lester Maddox⁠(d) din Georgia.
În ianuarie 1964, președintele Lyndon Johnson s-a întâlnit cu lideri ai mișcării pentru drepturi civile. Pe 8 ianuarie, în timpul primului său discurs privind starea Uniunii, Johnson a cerut Congresului: „fie ca această sesiune a Congresului să fie cunoscută drept sesiunea care a făcut mai mult pentru drepturile civile decât ultimele sute de sesiuni la un loc”. Pe 21 iunie, activiștii pentru drepturi civile Michael Schwerner⁠(d), Andrew Goodman⁠(d) și James Chaney⁠(d) au dispărut⁠(d) în comitatul Neshoba, Mississippi, unde făceau muncă de voluntariat pentru înregistrarea alegătorilor afro-americani ca parte a proiectului Freedom Summer⁠(d). Dispariția celor trei activiști a captat atenția națională, iar indignarea care a urmat a fost folosită de Johnson și de activiștii pentru drepturile civile pentru a construi o coaliție de democrați și republicani din Nord și Vest și pentru a impulsiona Congresul să adopte Legea Drepturilor Civile din 1964.
La 2 iulie 1964, Johnson a promulgat Legea Drepturilor Civile din 1964. El a invocat Clauza de Comerț⁠(d) pentru a interzice discriminarea în spațiile publice (restaurante private, hoteluri și magazine, precum și în școlile și locurile de muncă private). Această utilizare a clauzei de comerț a fost susținută de Curtea Warren în cazul emblematic Heart of Atlanta Motel v. United States⁠(d) 379 US 241 (1964).
Până în 1965, eforturile de a rupe regimul privativ de drepturi la nivel de state prin educația pentru înregistrarea alegătorilor în comitatele din Sud erau în desfășurare de ceva timp, dar obținuseră doar succese în general modeste. În unele zone din Sudul Profund, rezistența albilor a făcut aceste eforturi aproape în întregime ineficiente. Uciderea celor trei activiști pentru drepturile de vot din Mississippi în 1964 și refuzul autorităților statului de a-i ancheta pe ucigași, împreună cu numeroase alte acte de violență și terorism împotriva negrilor, au atras atenția națională. În cele din urmă, atacul neprovocat din 7 martie 1965⁠(d), al forțelor de ordine la nivel de comitat și de stat asupra manifestanților pașnici din Alabama care traversau Podul Edmund Pettus⁠(d) în drum de la Selma către capitala statului Montgomery, i-a convins pe președinte și pe Congres să rupă rezistența legislatorilor din Sud față de legile privind aplicarea dreptului la vot. Președintele Johnson a lansat un apel pentru o lege puternică a drepturilor de vot și au început în curând audierile cu privire la proiectul de lege care avea să devină Legea Dreptului de Vot.
Legea Dreptului de Vot din 1965 a interzis statelor să restricționeze legal dreptul la vot pentru toate alegerile federale, statale și locale. De asemenea, ea prevedea supravegherea și monitorizarea federală a comitatelor cu prezență la vot minoritară scăzută în anii trecuți. A fost nevoie să treacă ani în care s-a muncit pentru aplicarea legii pentru a depăși rezistența și au fost deschise acțiuni judecătorești suplimentare pentru a asigura capacitatea alegătorilor de a alege ce candidați doresc. De exemplu, multe orașe și comitate au introdus alegerea pe liste generale a membrilor consiliului, ceea ce a dus în multe cazuri la diluarea voturilor minorităților și împiedicarea alegerii candidaților susținuți de minorități.
În 2013, Curtea Supremă Roberts, în cazul Shelby County v. Holder⁠(d), a eliminat cerința stabilită de Legea Dreptului la Vot conform căreia statele din Sud aveau nevoie de aprobare federală pentru modificări în politicile electorale. Mai multe state au făcut imediat modificări în legile lor, prin care au restricționat accesul la vot.

## Influență și consecințe

### Viața afro-americanilor

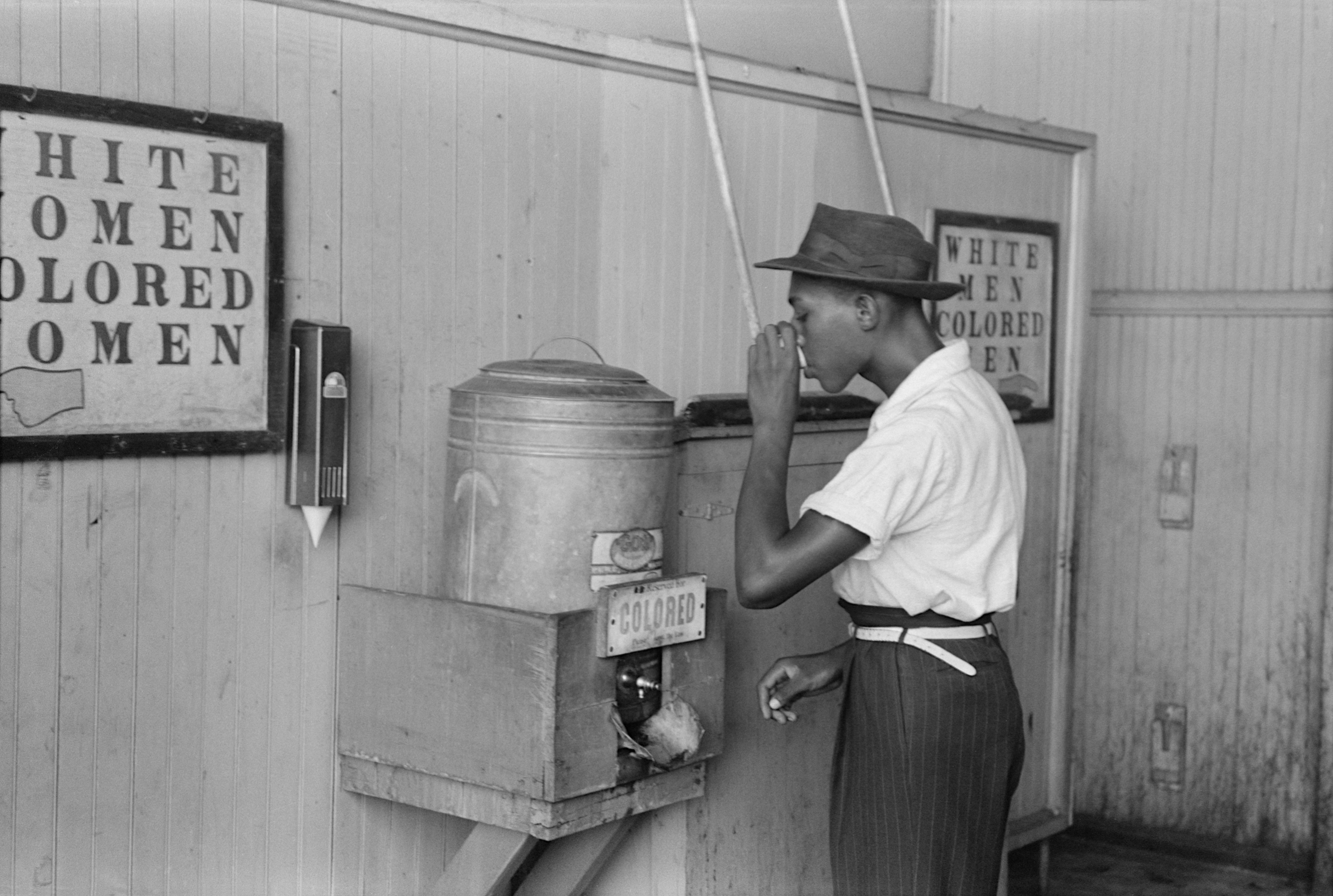
Un bărbat afro-american care bea la o fântână pentru „persoane de culoare” într-o stație de tramvai din Oklahoma City, Oklahoma, 1939

Regimul Jim Crow și rata ridicată a linșajelor din Sud au fost factori majori care au dus la Marea Migrație⁠(d) în prima jumătate a secolului al XX-lea. Deoarece oportunitățile erau foarte limitate în Sud, afro-americanii s-au mutat în număr mare în orașele din statele din nord-estul, centru-vestul și vestul SUA pentru a căuta vieți mai bune.
Sportivii afro-americani s-au confruntat cu multă discriminare în timpul regimului Jim Crow, opoziția albilor ducând la excluderea lor din majoritatea competițiilor sportive organizate.
Boxerii Jack Johnson⁠(d) și Joe Louis (amândoi au devenit campioni mondiali la box la categoria grea⁠(d)) și atletul Jesse Owens (care a câștigat patru medalii de aur la Jocurile Olimpice de vară din 1936 de la Berlin) au devennit celebri în epocă. În baseball, o linie de culoare instituită în anii 1880 interzicea în mod informal negrilor să joace în ligile majore, ceea ce a dus la dezvoltarea ligilor negre⁠(d), în care s-au remarcat mulți jucători buni. O schimbare majoră a avut loc în 1947, când Jackie Robinson a fost angajat ca primul afro-american care a jucat în Major League Baseball; el a rupt definitiv barajul rasial. Echipele de baseball au continuat să se integreze în anii următori, ducând la participarea deplină a jucătorilor negri de baseball în ligile majore în anii 1960.

### Căsătoria interrasială
Deși uneori sunt considerate parte a regimului Jim Crow din Sud, unele legi legile împotriva căsătoriilor mixte⁠(d) au fost adoptate și de alte state. Aceste legi au fost abrogate doar prin Legea Drepturilor Civile din 1964, dar fuseseră declarate neconstituționale de Curtea Supremă a SUA (Curtea Warren) printr-o hotărâre unanimă în cazul Loving v. Virginia⁠(d) (1967). Președintele Curții, Earl Warren, a scris în opinia instanței că „libertatea de a se căsători sau de a nu se căsători cu o persoană de altă rasă aparține individului și nu poate fi limitată de către stat”.

### Procesele cu juriu
Al șaselea amendament la Constituția Statelor Unite⁠(d) acordă inculpaților dreptul la un proces de către un juriu format din egalii lor. Deși legea federală impunea ca condamnările să poată fi acordate numai de către un juriu unanim pentru infracțiuni federale, statele erau libere să-și stabilească propriile cerințe privind juriile. Toate statele, cu excepția a două, Oregon și Louisiana, au optat ca condamnările să poată fi făcute numai în unanimitate. Oregon și Louisiana au permis însă juriilor să decidă o condamnarea penală cu supramajorități de minim 10-2. Legea din Louisiana a fost modificată în 2018 pentru a impune unanimitate pentru condamnările penale, în vigoare în 2019. Înainte de modificarea respectivă, legea era considerată o rămășiță a regimului Jim Crow, deoarece permitea marginalizarea vocilor minorităților dintr-un juriu. În 2020, Curtea Supremă a constatat, în cauza Ramos v. Louisiana⁠(d), că sunt necesare voturi unanime ale juriului pentru condamnările penale la nivel de stat, anulând astfel legea din Oregon și răsturnând cazurile anterioare din Louisiana.

### Cauzele judiciare ulterioare
În 1971, Curtea Supremă a SUA (Curtea Burger), în cauza Swann v. Charlotte-Mecklenburg Board of Education⁠(d), a susținut desegregarea transportului⁠(d) elevilor pentru a realiza integrarea.
Interpretarea Constituției și aplicarea acesteia la drepturile minorităților continuă să fie controversată pe măsură ce compoziția Curții se schimbă. Observatori precum Ian F. Lopez cred că în anii 2000, Curtea Supremă a devenit mai protectoare față de status quo.

### Privarea de drepturi pentru fapte penale
Mississippi Today discută despre moștenirea actuală a regimului Jim Crow manifestată prin privarea de drepturi în urma condamnărilor și afirmă că o parte a Constituției din 1890 a statului Mississippi nu a fost ștearsă de Mișcarea pentru Drepturile Civile în anii 1960. Articolul afirmă că privarea de drepturi permisă de Constituție „elimină – pe viață – dreptul la vot pentru persoanele condamnate pentru mai multe infracțiuni de nivel scăzut, cum ar fi furtul și mita, despre care autorii din 1890 considerau că sunt comise în mare parte de persoanele de culoare”.

### Internațional
Există dovezi că guvernul Germaniei Naziste s-a inspirat din legile Jim Crow atunci când a redactat legile de la Nürnberg.

## Comemorare
Universitatea de Stat Ferris⁠(d) din Big Rapids, Michigan, găzduiește Muzeul Jim Crow al Amintirilor Rasismului⁠(d), o colecție extinsă de articole de zi cu zi care promovau segregarea rasială sau prezentau stereotipuri rasiale ale afro-americanilor⁠(d), în scopul cercetării academice și educației despre influența lor culturală.

### Sport
- Blackman, Dexter Lee (2016). „"The Negro Athlete and Victory": Athletics and Athletes as Advancement Strategies in Black America, 1890s–1930s”. Sport History Review. Human Kinetics. 47 (1): 46–68. doi:10.1123/shr.2015-0006. ISSN 1087-1659.
- Demas, Lane. “Beyond Jackie Robinson: Racial Integration in American College Football and New Directions in Sport History.” History Compass 5.2 (2007): 675–90.
- Essington, Amy. The Integration of the Pacific Coast League: Race and Baseball on the West Coast (U of Nebraska Press, 2018).
- Hawkins, Billy. The new plantation: Black athletes, college sports, and predominantly white NCAA institutions (Palgrave Macmillan, 2013).
- Clement, Rufus E. "Racial integration in the field of sports." Journal of Negro Education 23.3 (1954): 222– online
- Fitzpatrick, Frank. And the Walls Came Tumbling Down: The Basketball Game That Changed American Sports (2000)
- Hutchison, Phillip. "The legend of Texas Western: journalism and the epic sports spectacle that wasn’t." Critical Studies in Media Communication 33.2 (2016): 154–67.
- Lopez, Katherine. Cougars of Any Color: The Integration of University of Houston⁠(d) Athletics, 1964–1968 (McFarland, 2008).
- Martin, Charles H. "Jim Crow in the gymnasium: the integration of college basketball in the American South." International Journal of the History of Sport 10.1 (1993): 68–86.
- Miller, Patrick B. "Slouching toward a new expediency: College football and the color line during the depression decade." American Studies 40.3 (1999): 5–30. online[nefuncțională]
- Pennington, Richard. Breaking the Ice: The Racial Integration of Southwest Conference Football (McFarland, 1987).
- Romero, Francine Sanders. "'There are only white champions': The rise and demise of segregated boxing in Texas." Southwestern Historical Quarterly 108.1 (2004): 26–41. online
- Sacks, Marcy S. Joe Louis: Sports and Race in Twentieth-Century America (Routledge, 2018).
- Spivey, Donald. "The black athlete in big-time intercollegiate sports, 1941–1968." Phylon 44.2 (1983): 116–25. online Arhivat în 19 martie 2022, la Wayback Machine.
- White, Derrick E. "From desegregation to integration: Race, football, and 'Dixie' at the University of Florida" Florida Historical Quarterly 88.4 (2010): 469–96.